# Psectra yunu
Psectra yunu är en insektsart som beskrevs av C.-k. Yang 1981. Psectra yunu ingår i släktet Psectra och familjen florsländor. Inga underarter finns listade i Catalogue of Life.